# Konik

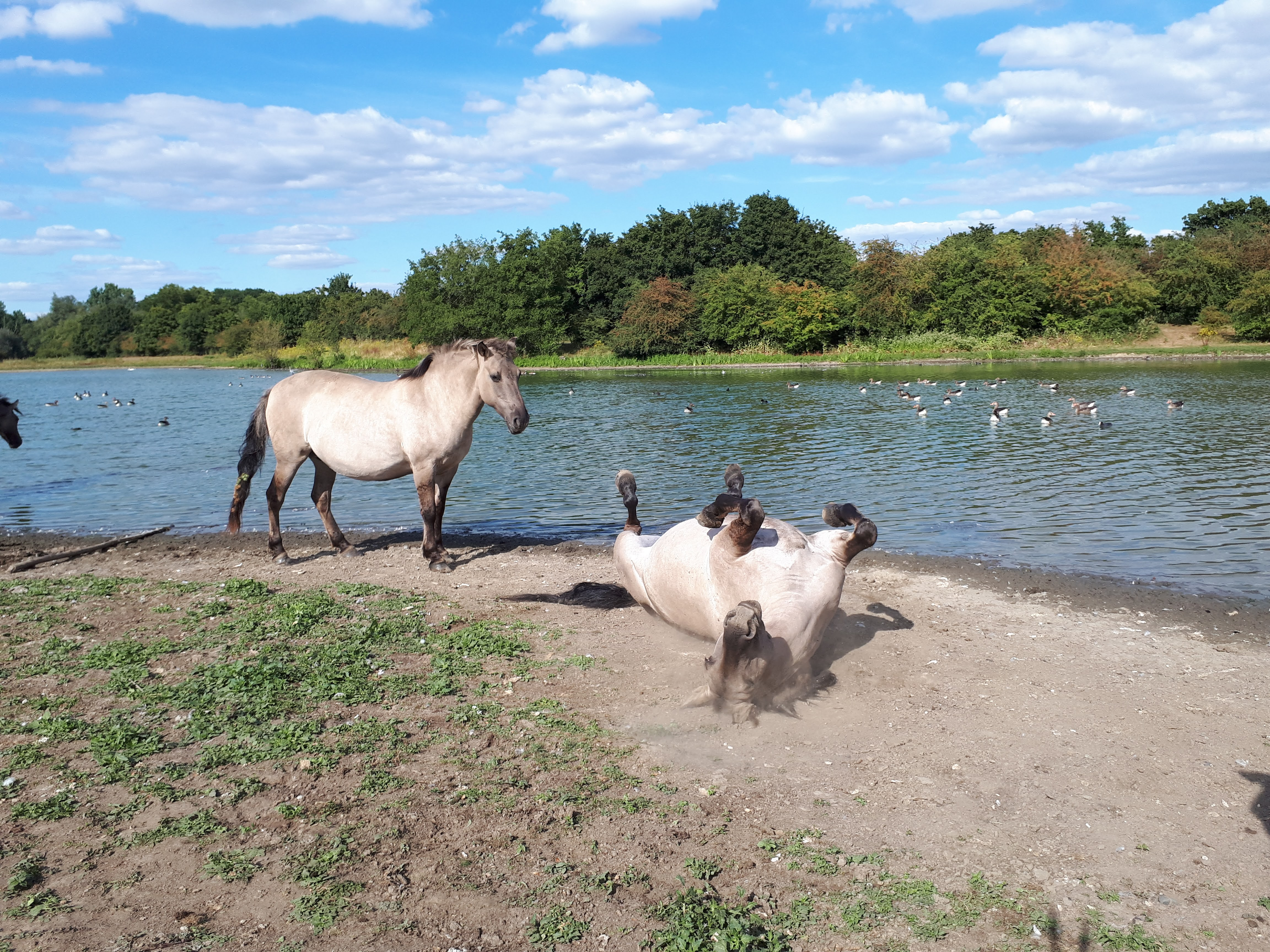
Rollende konik

De konik (Equus caballus var. konik) is van oorsprong een in Polen en Wit-Rusland in het halfwild gehouden paardenras dat klein van stuk en heel sober is. Koń is Pools voor paard, konik (konjiek) voor paardje. 

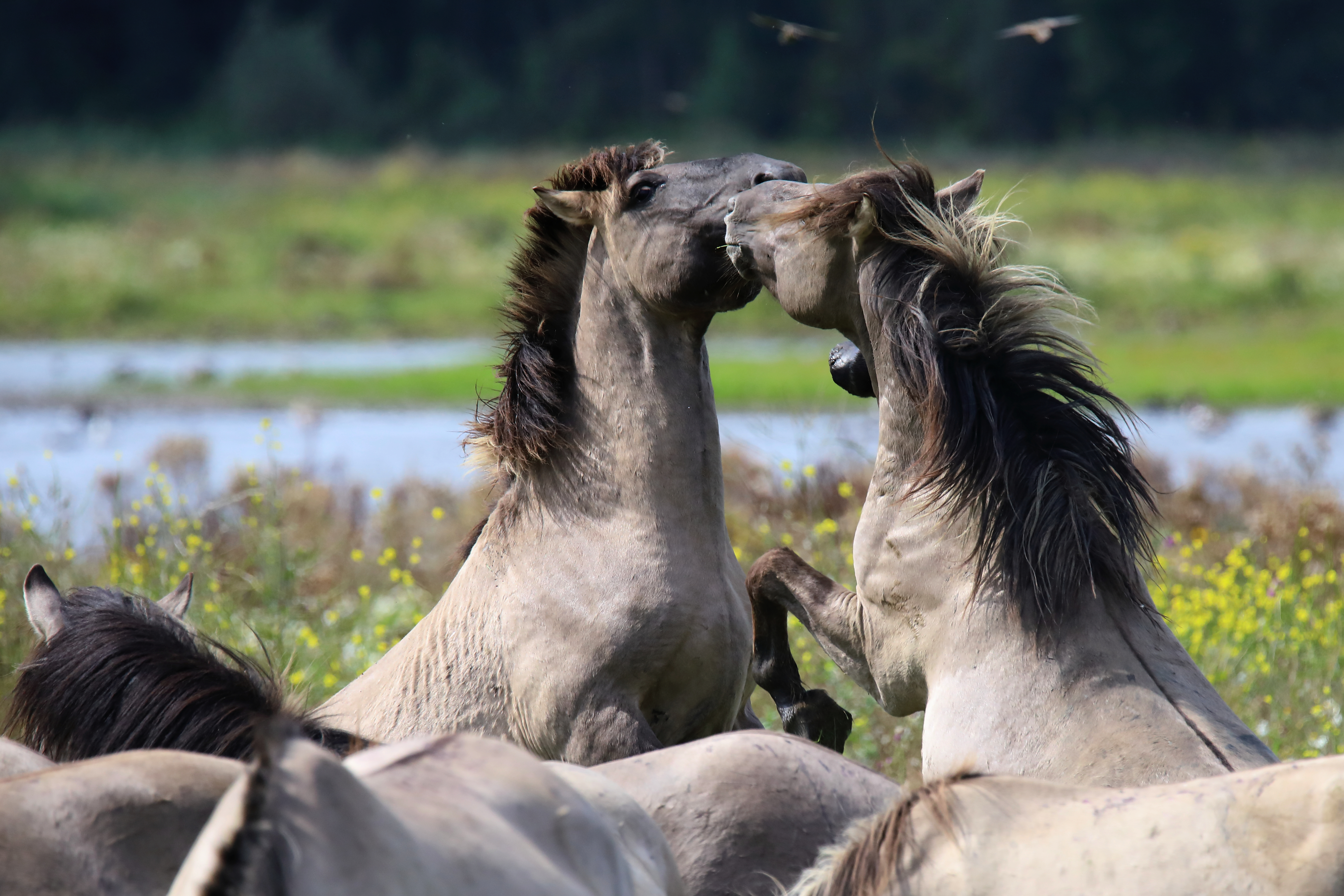
Vechtende hengsten in natuurgebied de Oostvaardersplassen.

## Kenmerken en oorsprong
Van de konik wordt vaak gezegd dat hij verwant is aan de tarpan, een uitgestorven wild paard uit Oost-Europa. Evenals vele andere oorspronkelijke paardenrassen is de konik klein (ponymaat) en toont zijn vacht kenmerken van het wildkleurpatroon. Deze eigenschappen maken het paard in de vrije wildbaan minder zichtbaar voor mogelijke predatoren. De konik in de vrije wildbaan heeft geen verzorging nodig en kan het hele jaar buiten blijven. Om deze reden wordt het dier ingezet ter begrazing in natuurgebieden. Ook wordt gekozen voor de konik omdat hij geen kenmerken heeft die door fokkers speciaal voor het gebruik door de mens geselecteerd zijn. De koniks zijn nagenoeg vrij van ziekten die gedomesticeerde paarden kunnen hebben. Hun karakter wordt omschreven als gewillig, rustig en sober.
Uit recent onderzoek is gebleken dat de Poolse konik niet de meest recente afstammeling is van het Europese wilde paard en daar ook niet het meest op lijkt. Mythologisering en beeldvorming rond het uiterlijk van het wilde paard en de vermeende ontstaansgeschiedenis van de Poolse konik hebben decennialang de werkelijke feiten hieromtrent verhuld. Vanuit deze misvatting is midden 20e eeuw door de Poolse onderzoeker Zygmunt Vetulani geprobeerd uit het konikpaard het Europese wilde paard terug te fokken.

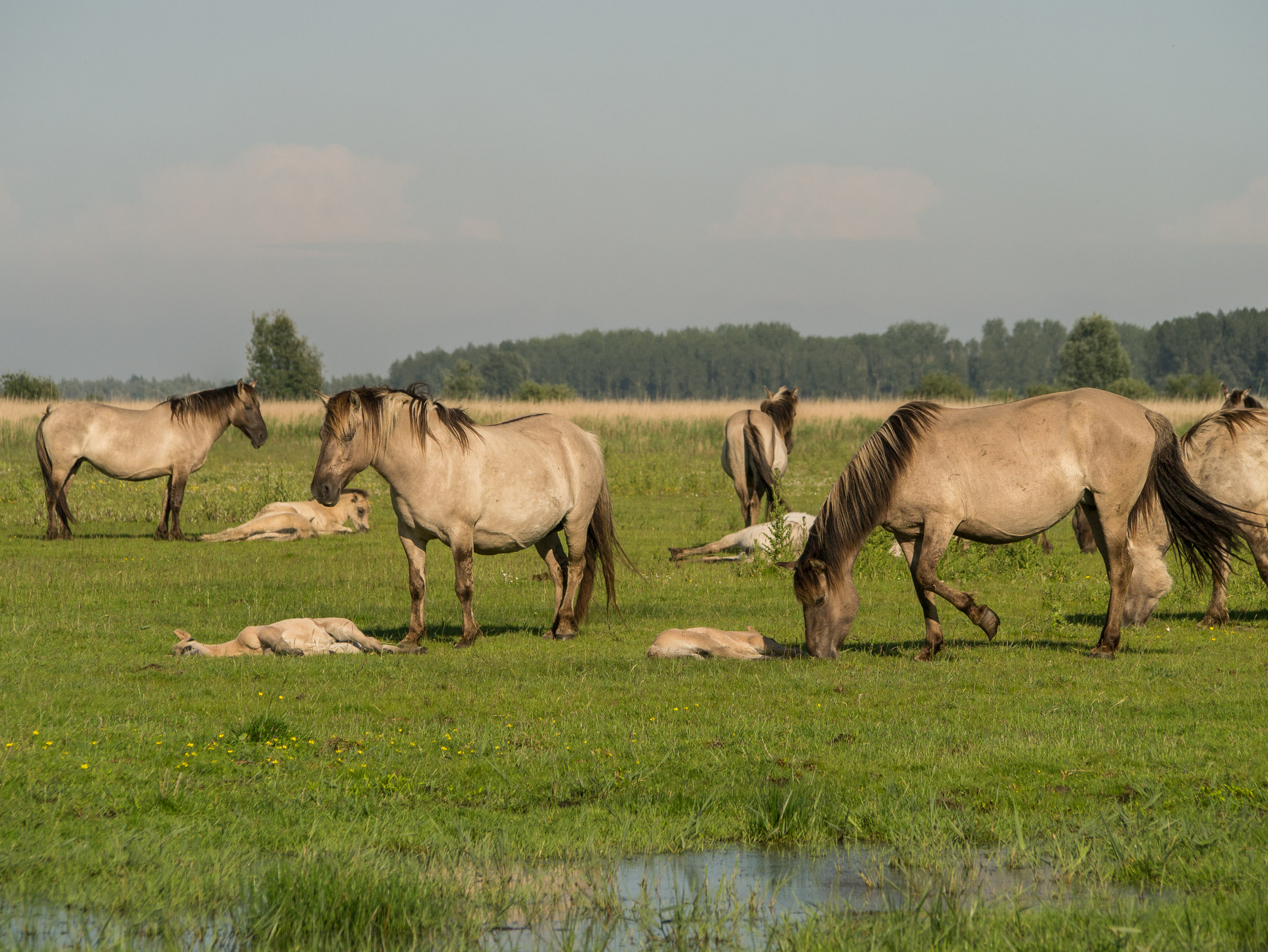
Kudde met veulens, in de natte graslanden van Nationaal Park Lauwersmeer.

## Begrazing door paarden
Paarden hebben een differentiërend effect op de begroeiing. Ze eten graag kort gras, waardoor ze vaak hetzelfde terrein begrazen. Zo ontstaat een typische paardenwei. Een latrine daarentegen verruigt, doordat daar door paarden niet gegeten wordt. Hierdoor ontstaan omstandigheden waarbinnen een meer diverse flora en fauna zich kan ontwikkelen.

### Geschiedenis in Nederland

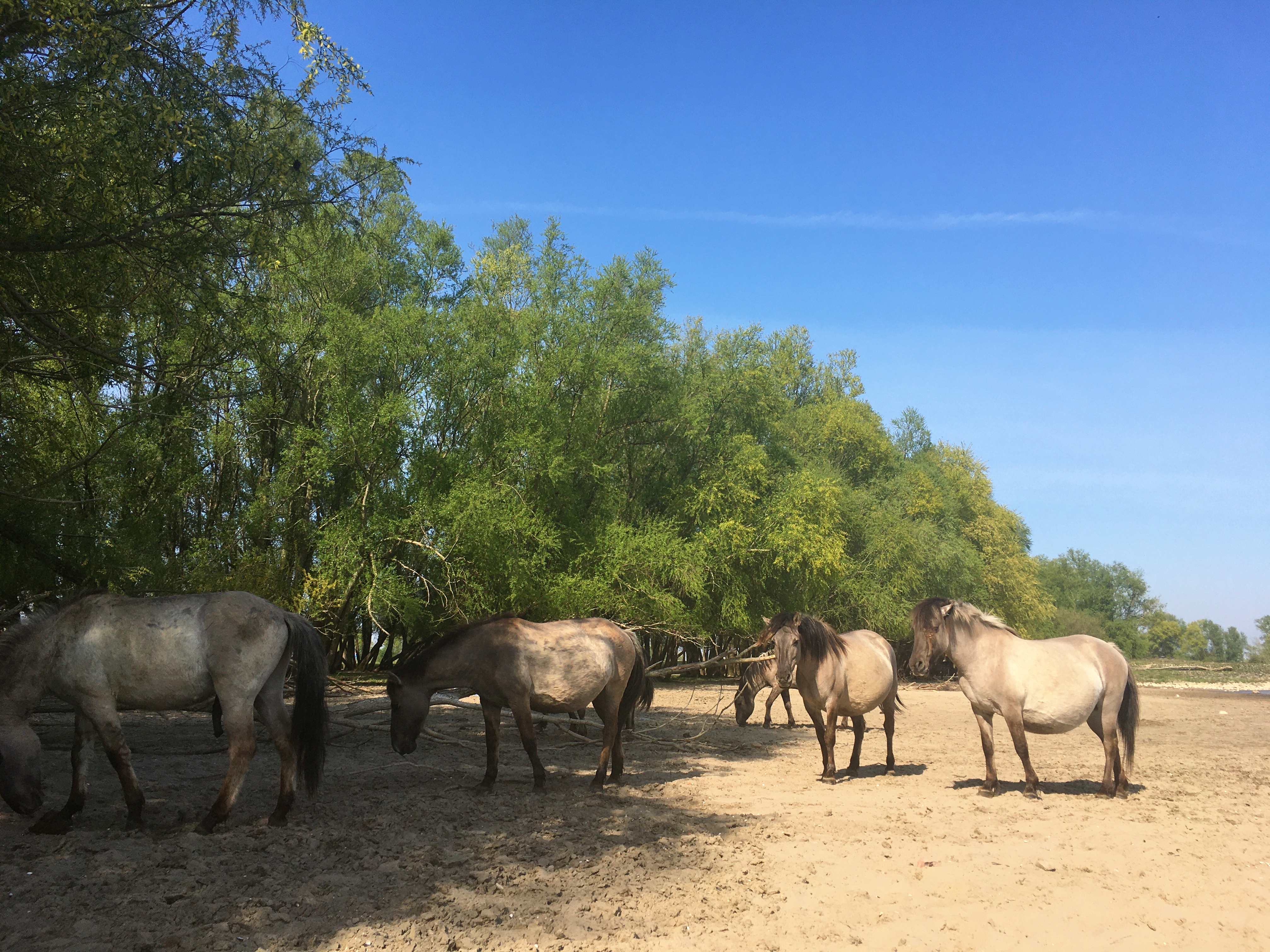
Koniks in het rivierlandschap van de Waal in de Bemmelse Waard.

In Nederland werden koniks voor het eerst in 1981 geïntroduceerd in het natuurbeheer door bioloog Gerben Poortinga. De introductie was niet uitsluitend bedoeld als manier om bebossing tegen te gaan zoals voorheen de inzet van boerenvee, maar als een integraal onderdeel van de natuur. Grazers en de natuur om hen heen moeten zich in deze visie in onderlinge afhankelijkheid ontwikkelen. Poortinga verlangde van de beheerders dat strikt natuurlijke kuddevorming zou plaatsvinden zonder dierverzorgende maatregelen en dat overbevolking uitsluitend aselect en op basis van ecologische ontwikkelingen van het gebied zouden plaatsvinden. Na lang onderhandelen bereikte Poortinga instemming met een vrije keuze van het uitgangsmateriaal. Aan de kwaliteit van de koniks op de Ennemaborg is dat volgens Margriet Markerink, auteur van het boek Koniks, wilde paarden in Nederland, nog steeds te zien. Naar aanleiding van het succes van de natuurontwikkeling op landgoed de Ennemaborg wordt het ras nu voor begrazingsdoeleinden gebruikt in Nederlandse natuurreservaten als de Oostvaardersplassen, Goudplaat (Noord-Beveland) en de Gelderse Poort. Hier functioneert de konik als een van de grote grazers. Ook in omringende landen is de beheersvisie nu overgenomen en toegepast. 
In 2018 werd besloten het aantal konikpaarden in de Oostvaardersplassen terug te brengen tot 450. Een aantal van de overtollige dieren is in 2019 overgebracht naar natuurgebieden in Spanje (in de buurt van Burgos) en in Wit-Rusland.

### Predatie
In de Nederlandse natuurgebieden ontbreken predatoren van de konik. Hierdoor is het gedrag van de paarden anders dan in een gebied met predatoren zoals wolven of lynxen. In de Franse Jura is de konik uitgezet omdat de paarden minder last van predatoren hebben dan de schapen die er rondlopen. In Letland is de konik uitgezet om verbossing tegen te gaan in een milieu waar de wolf thuis is. De ervaring tot nu toe leert dat een gezonde kudde paarden weinig te duchten heeft van de wolf. De wolf is niet direct gewend om op het paard te jagen; ook de wolf moet zich hieraan aanpassen.

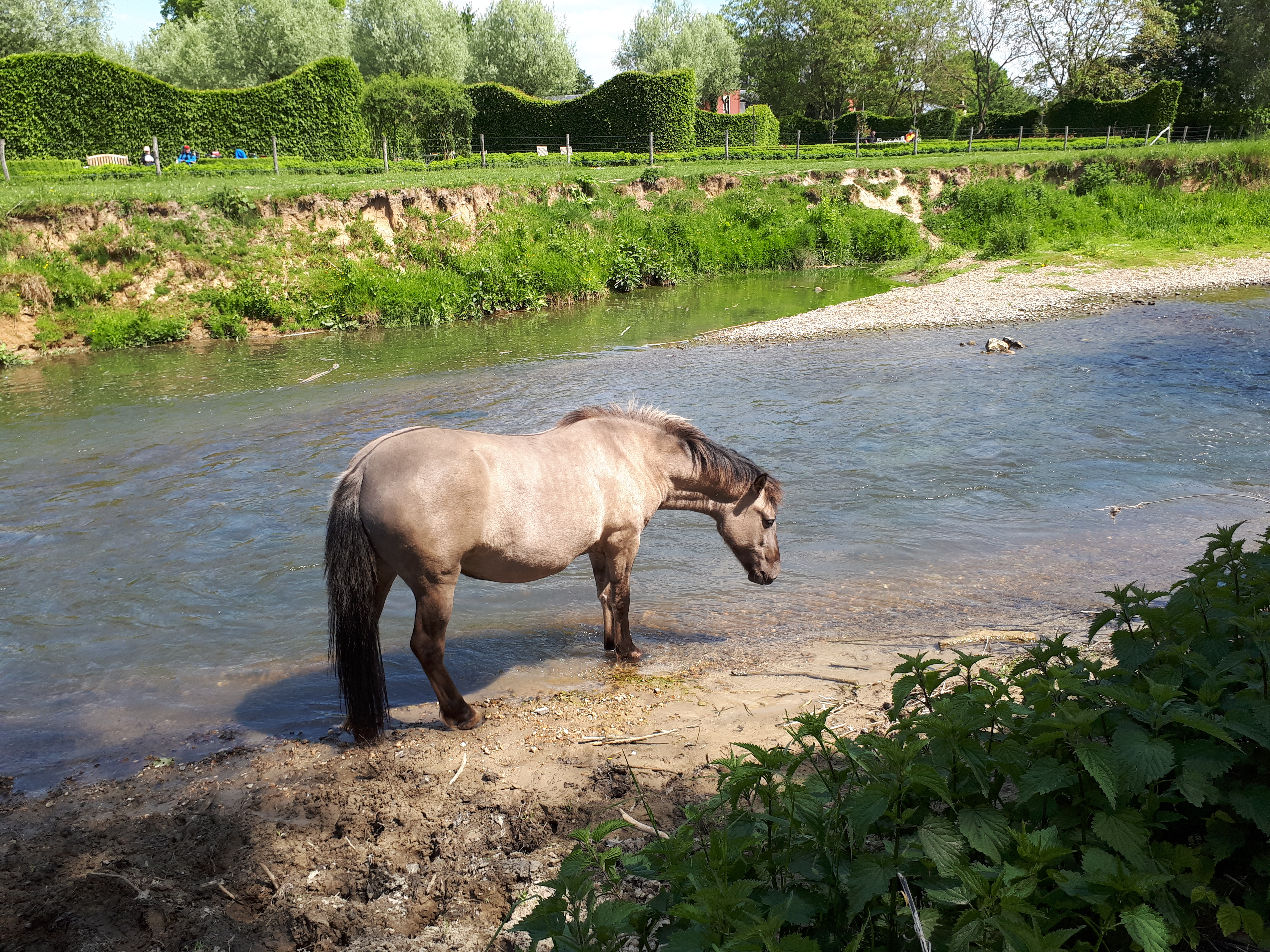
Konikmerrie langs de Geul in Zuid-Limburg. Eigendom Stichting het Limburgs Landschap.

## Galerij

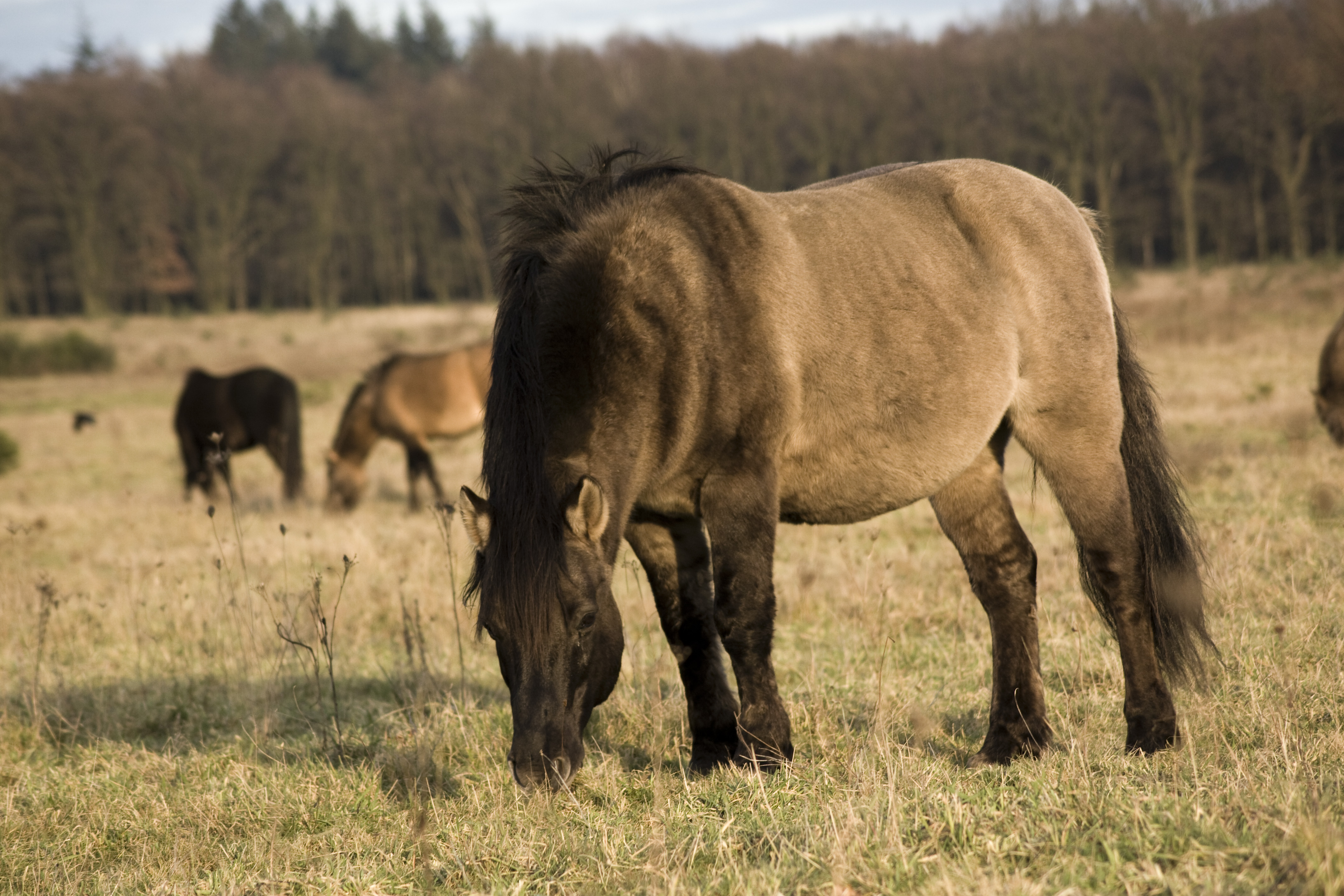
Grazende konik met een relatief donker hoofd
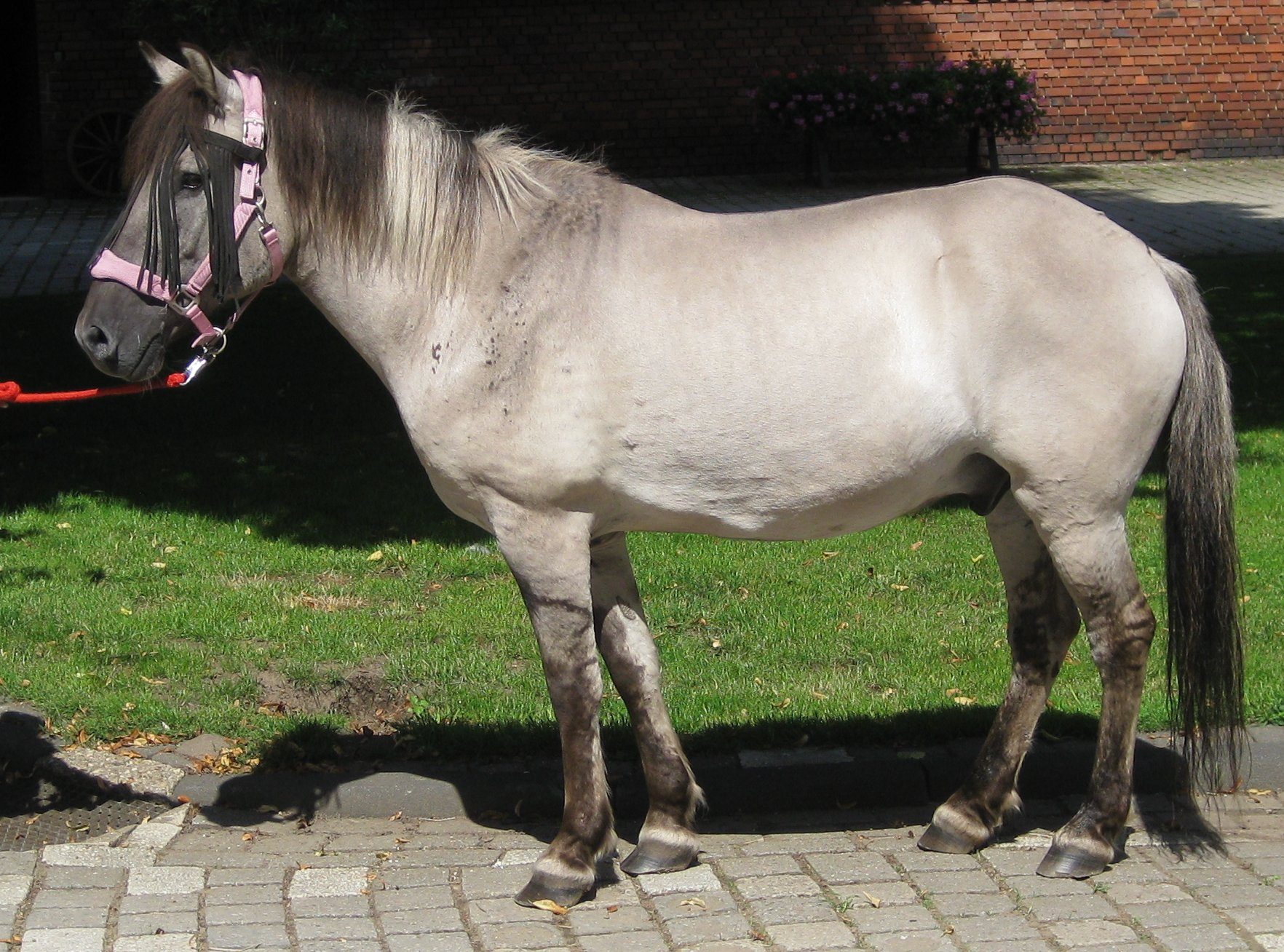
Een konikpaard in gevangenschap
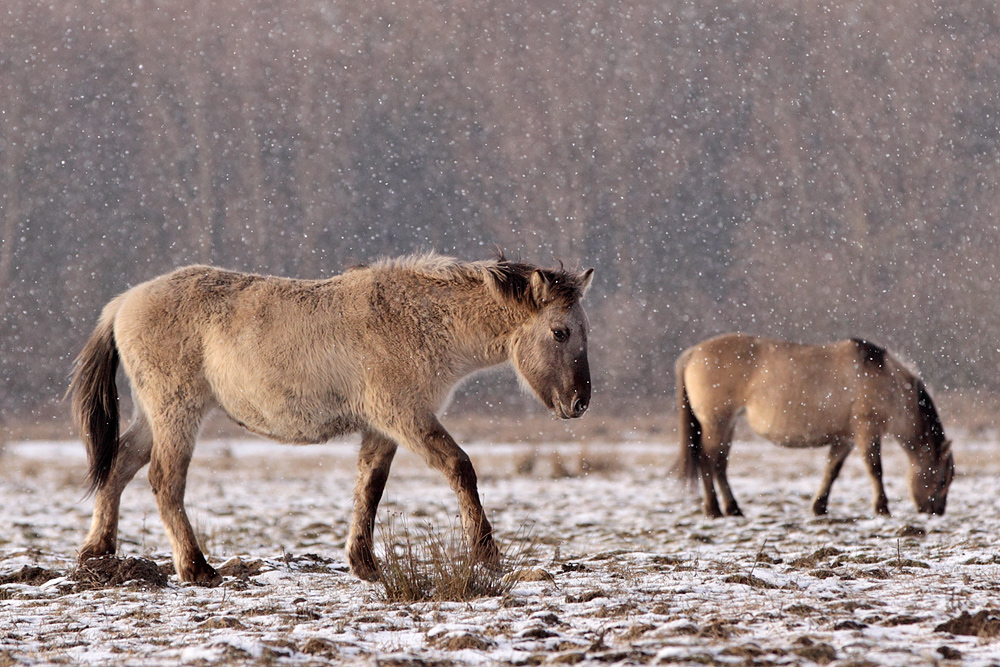
Koniks in de sneeuw
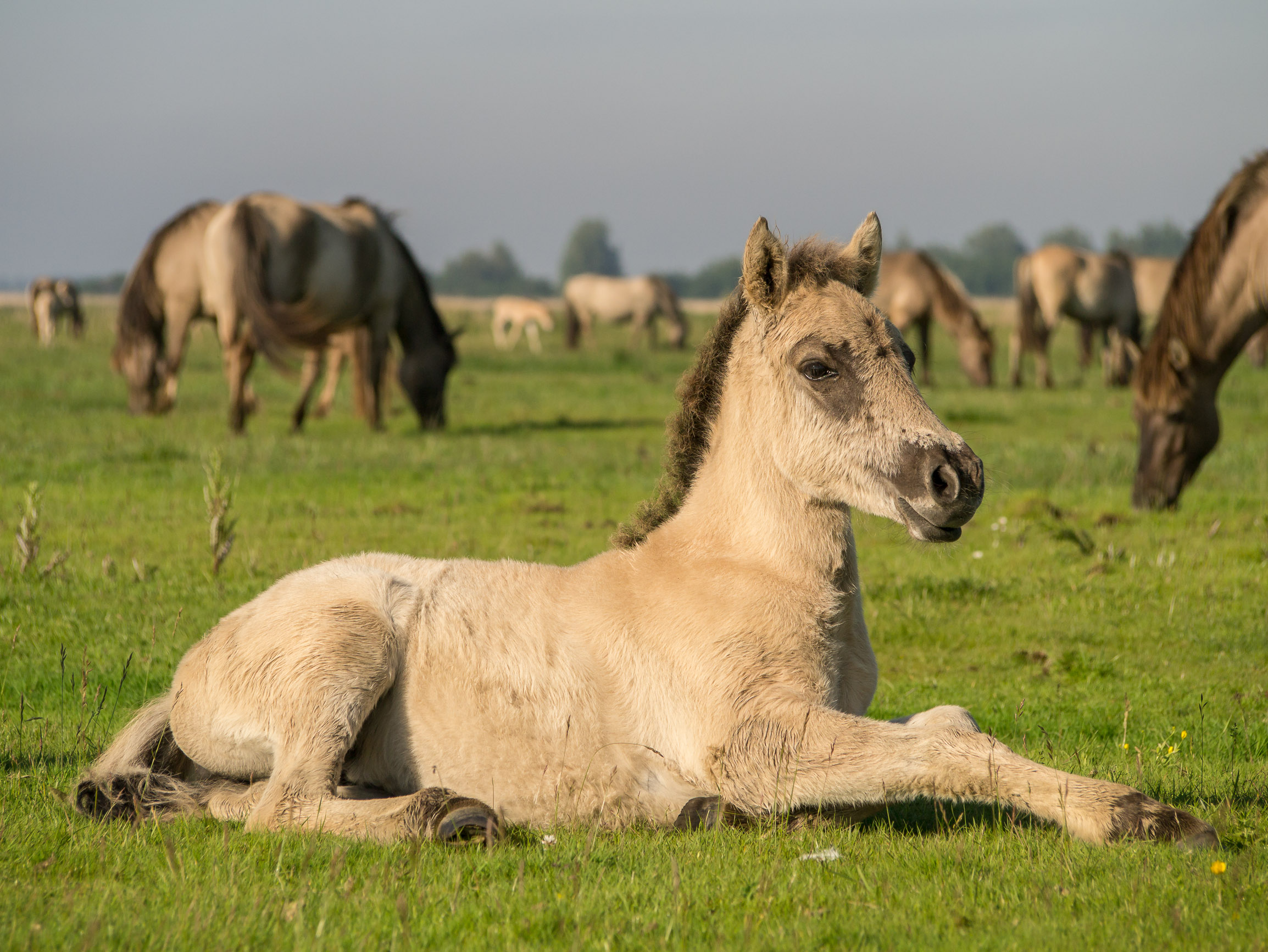
Een konikveulen
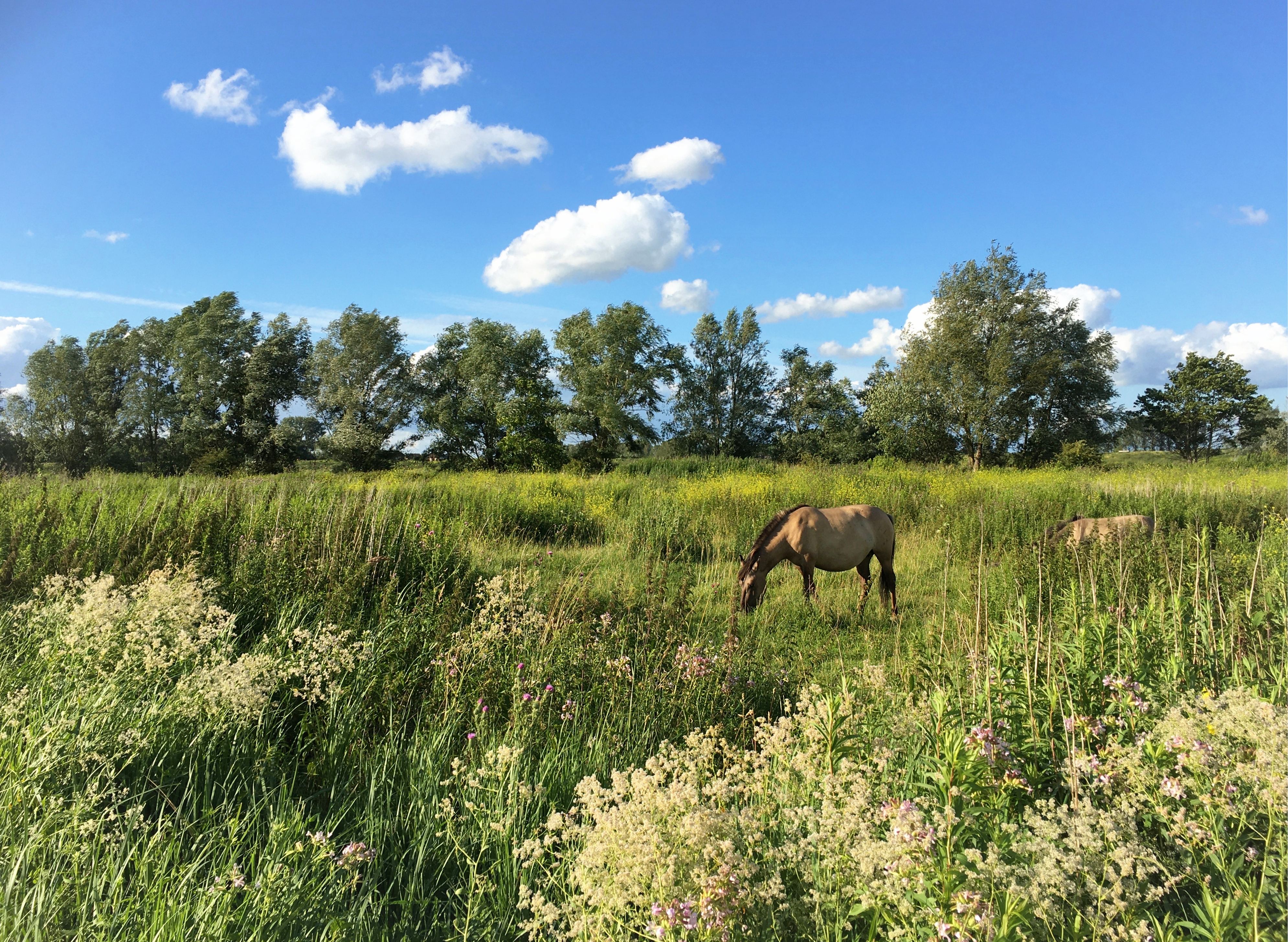
Koniks in de Klompenwaard

## Trivia
- De konik werd ingezet bij pogingen van de twee Berlijnse zoölogen de tarpan terug te fokken die resulteerden in het heckpaard.